# Rebelia w Asamie
Rebelia w Asamie – konflikt w indyjskim stanie Asam trwająca od 1979. Opór rządom indyjskim nieprzerwanie stawiają ugrupowania ULFA oraz takie jak NDFB i KLNLF.
Konflikt rozpoczął się w latach 70. XX wieku w wyniku napięć między Assamczykami i Bengalczykami, a także separatystycznymi grupami. Nieporozumienia miały miejsce głównie początkowo wokół złóż ropy naftowej. Konflikt doprowadził do przesiedlenia tysięcy osób.
Na początku konfliktu uformowały się grupy rebelianckie. Największa działająca do dziś powstała w 1979 to ULFA (United Liberation Front of Asom). W kolejnych latach powstawały grupy oporu NDFB (National Democratic Front of Bodoland) w 1986 oraz KLNLF (Karbi Longri N.C. Hills Liberation Front).
Konflikt pochłonął dotychczas ponad 10 tys. ludzkich istnień.